# Аморфний лід

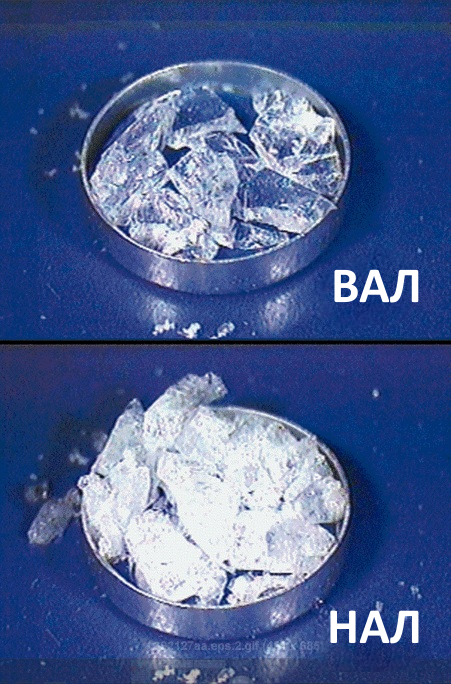
Аморфний лід

Аморфний лід (некристалічний («склоподібний») лід) — це аморфна тверда форма води. Звичайний лід є кристалічним матеріалом із гексагональною структурою, тоді як аморфний лід характеризується відсутністю порядку в розташуванні молекул. Аморфний лід виробляється або шляхом швидкого охолодження води (тому молекулам не вистачає часу для утворення кристалічної решітки), або стисканням звичайного льоду при низьких температурах.
Хоча практично весь водяний лід на Землі є кристалічним льодом Ih, у космосі переважає аморфний лід, що, найімовірніше, є найпоширенішою формою H2O у всесвіті.
Подібно до того, як існує безліч різних кристалічних форм льоду (наразі відомо понад 17), існують також різні форми аморфного льоду, що відрізняються головним чином їх щільністю.

## Утворення
Формування аморфного льоду залежить від швидкості охолодження. Вода повинна бути охолоджена до необхідної температури (−137 °C) за мілісекунди, аби запобігти утворенню кристалів. Це аналогічно виробництву морозива з неоднорідних інгредієнтів, яке також необхідно швидко заморозити, щоб запобігти формуванню кристалів у суміші.
Тиск є не менш важливим фактором утворення аморфного льоду, і зміни тиску можуть призвести до переходу льоду з однієї форми в іншу.
Щоб знизити точку замерзання води, можуть бути додані кріопротекторні речовини (наприклад, антифриз). Це також збільшить в'язкість води, що пригнічуватиме утворення кристалів. Склування без додавання кріопротекторів може бути досягнута за допомогою дуже швидкого охолодження. Ці методи використовуються в біології для кріоконсервації клітин і тканин.

## Різновиди

### Низькощільний аморфний лід
Аморфний лід низької щільності, який також називається НАЛ, аморфний водяний лід, аморфна тверда вода (АТВ) або гіперкам'яниста скляна вода (ГСВ), зазвичай утворюється у лабораторіях, за рахунок повільного накопичення молекул водяної пари (фізичне осадження парів) на дуже гладку металеву поверхню при температурі до −153,15 °C. Передбачається, що у космічному просторі його утворення відбувається подібним чином на різних холодних поверхнях, таких як частинки пилу.
Варіюючи температуру замерзання між −153 та −133 °C, НАЛ стає в'язкішим за звичайну воду. Нещодавні дослідження показали, що ця в'язка рідина залишається рідкою до температури в діапазоні від −133 до −63 °C, а також температури при якій утворюється лід Ic. НАЛ має щільність 0,94 г/см3, це менше щільності типової води (1,00 г/см3 при 4 °C), але щільніше звичного льоду (лід Ih).
Гіперкванчаста скляна вода (ГСВ) утворюється шляхом розпилення мікроскопічних крапельок води у рідину (таку як пропан), при температурі близько −190 °C, або ж шляхом поглинання крапель подібних розмірів зразком, що зберігається при температурі −196 °C у вакуумі. Для запобігання кристалізації крапель швидкість охолодження має бути вищою ніж −169 °C/с. При максимальній температурі рідкого азоту (−196 °C), ГСВ є кінетично стабільною і може зберігатися протягом багатьох років.

### Високощільний аморфний лід
Аморфний лід високої густини (ВАЛ) може бути утворений шляхом стискання льоду Ih при температурі нижче −130 °C. Також ВАЛ можна утворити зі звичайного природного льоду — утримувати при −196 °C та тиску близько 1,6 ГПа, а з НАЛ — при 0,5 ГПа (приблизно 5000 атм). При такій температурі ВАЛ може повертатися до тиску навколишнього середовища і зберігатись невизначений час. При тиску навколишнього середовища та температурі −196 °C ВАЛ має щільність 1,17 г/см3.
У 1994 році Пітер Дженніксенс та Девід Ф. Блейк показали, що при осадженні води на поверхнях низької температури (менше −243 °C), таких як міжзоряні зерна, утворюється ВАЛ. Молекули води не повністю вирівнюються, щоб утворити кристалічну будову НАЛ. Багато молекул виходять на міжрядові позиції. При нагріванні вище −243 °C, структура повторно вирівнюється і перетворюється в форму низької щільності.

### Надщільний аморфний лід
Надщільний аморфний лід (НВАЛ) був виявлений в 1996 році Мішимою, який помітив, що ВАЛ при нагріванні до −113 °C і тиску 1—2 ГПа стає щільнішим — 1,26 г/см3 (при тиску навколишнього середовища і температурі −196 °C). Нещодавно було висловлено припущення, що цей більш густий аморфний лід є третьою аморфною формою води, відмінною від ВАЛ, і його було названо «надщільним».

## Аморфний лід у Сонячній системі

### Властивості
Загалом, аморфний лід може утворюватися при температурі нижче −143 °C. При такій температурі молекули води не здатні утворювати кристалічну ґратку, яка зазвичай зустрічається на Землі. Також аморфний лід може утворюватися в найхолоднішому районі земної атмосфери — надполярній мезосфері, де утворюються сріблясті хмари. Такі низькі температури легко досягаються у космічних середовищах (молекулярні хмари, акреційні диски та поверхні об'єктів у зовнішній Сонячній системі). У лабораторії аморфний лід перетворюється в кристалічний, якщо він нагрівається вище −143 °C, хоча точна температура цього перетворення залежить від умов середовища та властивостей льоду. Реакція незворотна і екзотермічна — при ній звільнюється 1,26—1,6 кДж/моль.
Додатковим фактором при визначенні структури водяного льоду є швидкість осадження. Навіть якщо він досить холодний для утворення аморфного льоду, кристалічний лід утворюватиметься, якщо потік парів води на субстрат буде меншим, ніж критичний температурний потік. І навпаки, аморфний лід може утворюватися при температурах вище, ніж очікувалося, якщо потоки води сильніші. Цей ефект потрібно розглядати в космічних середовищах (наприклад, випадки спалаху, які пов'язані з кріовулканізмом).
При температурах нижче −196 °C опромінення ультрафіолетовими фотонами, а також електронами та іонами може пошкодити структуру кристалічного льоду, перетворюючи його в аморфний лід. При температурах нижче −163 °C випромінювання майже перестає впливати на аморфний лід, хоча деякі експерименти дозволяють припустити, що випромінювання може знизити температуру кристалізації аморфного льоду.

### Виявлення
Аморфний лід може бути відокремлений від кристалічного льоду на основі його ближнього інфрачервоного та інфрачервоного спектрів. На довжинах хвиль ближнього діапазону характеристики ліній водопоглинання 1,65, 3,1 і 4,53 мкм залежать від температури льоду та порядку молекул. Пікова сила діапазону 1,65 мкм, а також структура смуги 3,1 мкм особливо корисні для ідентифікації кристалічності водяного льоду.
Аморфний та кристалічний лід характеризуються різними смугами поглинання ІЧ хвиль — 44 та 62 мкм відповідно. Крім того, ці смуги можуть бути використані як індикатор температури при дуже низьких температурах, у той час як інші індикатори (діапазони 3,1 і 12 мкм) не працюють. Це корисно при вивченні льоду у міжзоряному середовищі та навколозоряних дисках. Проте це важко, оскільки атмосфера Землі непрозора для хвиль такої довжини, і це вимагає використання космічних ІЧ-обсерваторій.

### Молекулярні хмари, навколозоряні диски та зони зоретворення
Молекулярні хмари мають надзвичайно низькі температури (близько −260 °C), що уможливлює існування аморфного льоду. Наявність аморфного льоду в молекулярних хмарах було підтверджено. При згортанні молекулярних хмар для утворення зірок температура отриманого навколозоряного диску не повинна перевищувати −153 °C, з цього випливає, що більшість льоду має залишитися в аморфному стані. Однак, якщо температура стане зависокою, то лід може переконденсуватися у кристалічну форму, оскільки швидкість потоку води занадто низька. Очікується, що це станеться у навколозоряному диску IRAS 09371+1212, де спостерігається наявність кристалізованого льоду, незважаючи на низьку температуру від −240 до −200 °C.
Для первинної сонячної туманності існують суперечки щодо кристалічності водяного льоду в процесі планетарного диску та фази планет. Якщо первісний аморфний лід пережив колапс молекулярної хмари, то він мав би зберегтися за орбітою Сатурна (близько 12).

### Комети
Докази існування аморфного льоду в кометах зустрічаються у високоактивних представників деяких груп (а саме у довгоперіодичних, Кентавра та Юпітера, відстань від яких до Сонця перевищує 6 а. о.). Ці об'єкти занадто холодні для сублімації водяного льоду. Термодинамічні моделі показують, що поверхневі температури цих комет близькі до температури аморфного/кристалічного льодового переходу — близько −153 °C, що підтверджує це як ймовірне джерело активності. Постійна кристалізація аморфного льоду може продукувати енергію, необхідну для потужних вибухів, як-от на кометі 29P/Швассмана — Вахмана 1.

### Об'єкти пояса Койпера
При радіаційній рівновазі та температурі від −230 до −220 °C на об'єктах поясу Койпера має існувати аморфний водний лід. Поки водяний лід спостерігається лише на декількох об'єктах, велика дальність та малий розмір цих об'єктів ускладнює визначення структури льоду. Цікаво, що ознаки існування кристалічного водяного льоду спостерігалися на Кваварі, який, можливо, утворився внаслідок падіння астероїда або кріовулканізму.

### Льодяні супутники
NIMS на космічному апараті НАСА «Галілео» спектроскопічно відображає лід на поверхні Галілеєвих супутників. Температура цих супутників коливається від −180 до −110 °C, це достатньо тепло для кристалізації аморфного льоду за відносно короткий час. Однак було встановлено, що на Європі переважає аморфний лід, Ганімед зберігає аморфний і кристалічний лід у приблизно рівних пропорціях, а на Каллісто переважає кристалічний. Це, як вважають, є результатом конкуруючих сил: термічна зміна формації льоду проти потоку заряджених частинок з Юпітера. Чим ближче до Юпітера, тим більше випромінювання, тим більше аморфного льоду. Ганімед, що лежить між Європою та Каллісто, демонструє аморфний лід у високих широтах і кристалічний у нижніх. Це, як вважають, є результатом його власного магнітного поля, яке поглинає заряджені частинки у вищих широтах і захищає нижні від опромінення.
Лід на поверхні Енцелада був визначений візуальним та інфрачервоним спектрометрами (VIMS) космічного зонда НАСА/ЄКА/ASI «Кассіні». Зонд знайшов як кристалічний, так і аморфний лід. Кристалічний переважав у тріщинах «тигрової смуги», у той час як аморфний віддавав перевагу існуванню між цими областями. Існування кристалічного льоду біля «тигрової смуги» можна пояснити підвищеною температурою, викликаною геологічною активністю, що, можливо, є причиною утворення тріщин. А от існування аморфного льоду може бути пояснене швидкою конденсацією молекул з водних гейзерів або опроміненням зарядженими часточками із Сатурна.

## Використання
Аморфний лід використовується в деяких наукових експериментах, особливо в кріоелектронній мікроскопії біомолекул. Окремі молекули можуть бути збережені в стані, близькому до того, у якому вони знаходяться у рідкій воді.